# 1955年印度尼西亞立法選舉
1955年印度尼西亞立法選舉於1955年9月29日舉行，是印度尼西亞獨立後首次立法選舉，旨在選出新一屆人民代表會議議員，取代臨時國會議員的職能。本次選舉原定於1946年舉行，但因為獨立戰爭和政治紛爭而一再延遲。按照1953年頒布的選舉法，本次選舉採用複數選區制，國會257席以名單比例代表制選出。是次選舉的主要競選議題是印度尼西亞民族黨和馬斯友美黨（馬黨）之間在伊斯蘭教地位、經濟、政治等議題上的衝突，而競選期間雖然出現了零星的不當行為，但投票程序仍能順利結束。
本次選舉的投票率為91.54%，其中投下有效票的選民佔全體選民的87.65%。最終結果顯示，民族黨成為第一大黨，該黨與馬黨、伊斯蘭教士聯合會（伊聯）和印度尼西亞共產黨（印尼共）合共贏得了近80%的選票，並稱四大政黨。當中除了馬黨，另外三個政黨的大部分的票都來自爪哇島，可見各黨票源分布不均衡的問題。另外還有24個政團贏得國會議席，比臨時國會20個政團為多。伊聯在大選中的表現超乎預期，馬黨、印度尼西亞社會黨和平民黨的表現則比預期遜色。
和政治領袖的期望相反，本次選舉並沒有改變政局不穩的局面，結果蘇卡諾總統在1959年廢除議會制，恢復《1945年憲法》和總統制，削弱國會的權力，印尼的自由民主時期至此也宣告終結。印尼直至1999年才舉行第二次自由的立法選舉。

## 背景

### 政治形勢
1945年印尼獨立後，原定於1946年1月舉行第一次立法選舉，但因為獨立戰爭而未成事。1949年荷蘭承認印尼獨立後，歷屆內閣都把「舉行大選」寫進了政綱。1951年2月，納席爾內閣向臨時臨時人民代表會議（國會）提出選舉法案，但臨時國會還沒開始辯論，內閣就已經倒台。繼任的蘇基曼內閣（1951年4月至1952年2月在任）舉行了多場地方選舉，隨後韋洛坡內閣於1952年7月提出選民登記法案，不過臨時國會直至同年9月才開始就該法案進行辯論，到開始辯論後又提出了各種反對意見。研究印尼政治的澳洲學者赫伯特·費斯指出，議員們反對法案的原因包括：一、部分議員是在特殊或不正常情況下加入國會，缺乏民意支持，他們清楚明白自己會在立法選舉中落敗。二、馬斯友美黨在1946年和1951年的地方選舉中以大比數勝出，一般預料他們也會在立法選舉中成為第一大黨。部分世俗派議員擔憂馬黨勝出大選後，會廢除建國五項原則，以伊斯蘭主義取而代之。三、為了理順爪哇和外島的議席比例，《1950年臨時憲法》減少了外島的議席數目。四、官紳和外島的土王憂慮競選活動會打亂當地原有的權力架構。
由於當時印尼有更迫切的政治問題需要解決，加上往屆內閣因為爭議政策而倒台的經驗，所以內閣閣員並不急於提出選舉法案。他們又憂慮競選活動可能會令政治衝突越演越烈。不過他們都希望立法選舉能夠選出一個有民意授權的國會，取代印尼與前宗主國荷兰妥協後設立，缺乏權威的臨時國會，把政局穩定下來。1952年10月17日，軍隊一方面動員民眾衝擊國會大廈，再到獨立宮（總統府）前聚集，要求蘇卡諾總統解散國會，另一方面又派出坦克、大砲向蘇卡諾施壓；這次事件令各政黨都開始尊重和支持「提早大選」的訴求。於是韋洛坡內閣在11月25日向臨時國會提交選舉法案，經過18個星期，臨時國會審議並表決了超過200項修正案，並於1953年4月1日通過經修訂的法案。法案則於4月4日生效。
選舉法案一通過，內閣就計劃任命印度尼西亞選舉委員會（印尼選委會）的委員。按照他們的計劃，每個執政黨在選委會中都有一名代表，主席則由無黨籍的阿薩阿特擔任。4月28日內閣閉門決定選委會的成員名單，但沒有委任印度尼西亞民族黨的代表，引起民族黨的不滿，結果6月2日韋洛坡內閣倒台時，選委會還沒有成立。繼任總理的阿里·沙斯特羅阿米佐約則於1953年8月25日宣布自1954年1月起開始籌備選舉，為期16個月。11月4日，政府宣布選委會的成員名單，委員會主席為民族黨黨員蘇克里·哈迪庫蘇莫，委員則來自當時所有執政黨——伊斯蘭教士聯合會（伊聯）、印尼伊斯蘭聯盟黨、印度尼西亞人民黨（Partai Rakjat Indonesia, PRI）、國家人民黨、勞工黨、印度尼西亞農民陣線，支持政府的伊斯兰教育联合会，以及本來中立，後來反對政府的印度尼西亞基督教黨。
1955年4月，選委會宣布立法選舉將在9月29日舉行。不過選舉的籌備進展不如預期，例如許多地區直至9月初（而不是原計劃的8月初）才委任投票委員會的委員。8月17日蘇卡諾發表獨立日演說時表示，所有阻礙選舉的人都是「革命的叛徒」。及至9月8日，布爾漢丁內閣的新聞部長夏姆蘇丁·蘇丹·馬克穆爾宣布，除了未完成選舉籌備工作的地區，其他地區都可以於9月29日舉行選舉。而經過一輪「緊張忙亂的工作」後，投票委員會也在投票當天準備就緒。

### 選舉制度

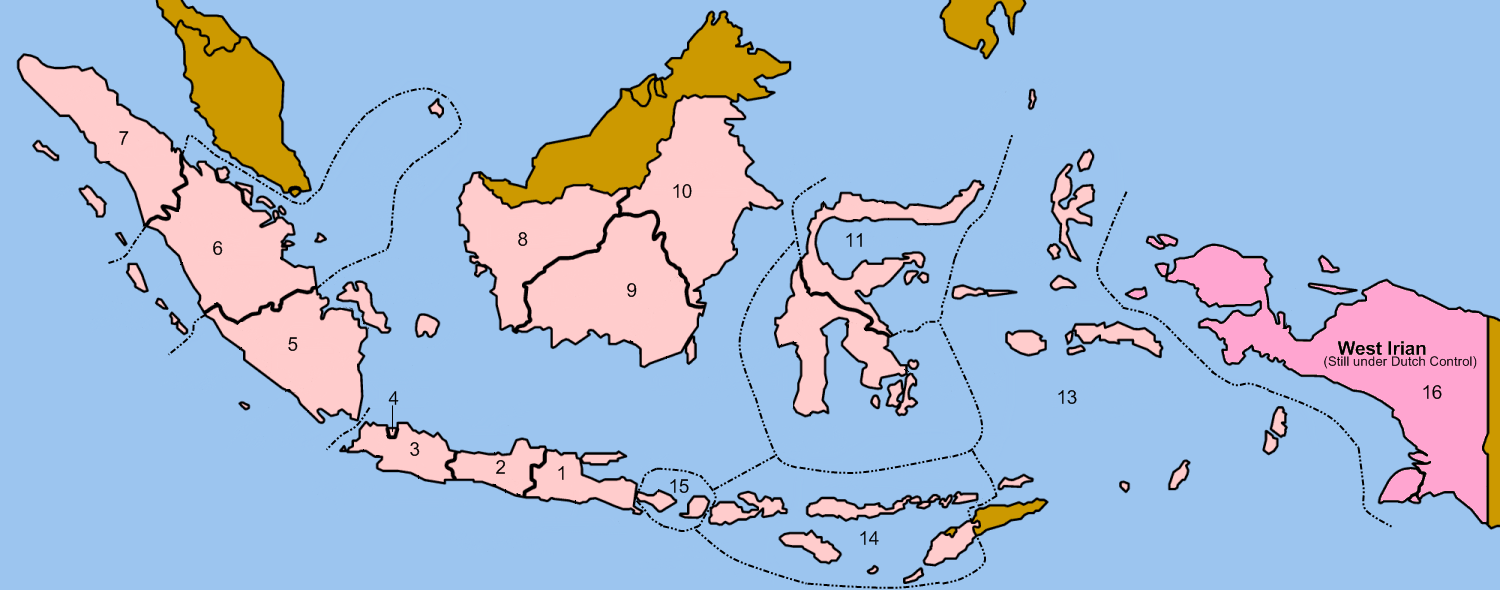
1955年印尼立法機構選舉選區分界圖

按照《選舉法》（1953年第7號法令），立法選舉由印尼選委會（現選舉委員會的前身）籌辦:第18條，而由於當時候選人和選民都信任選舉程序，而且舞弊現象不嚴重，所以在當時的印尼，「選舉監察」的概念既不存在，也沒有必要。符合參選資格的人士可以政黨、組織或個人名義組成參選名單，每張名單須獲得所在地方選區不少於100名選民的提名（首名候選人以外各候選人須獲得該選區不少於25名選民的提名），並提交競選標誌，候選人則須提交姓名、照片，並表明參選意向。之後選委會將核證名單的提名資格，並在完成上述程序後對外公佈合資格參選名單:第36—41, 51—54, 62條。
《選舉法》下的選舉制度深受荷蘭的憲法和選舉制度的影響，同時參考了印尼官員觀察1951年澳洲聯邦大選和1951–1952年印度大選選舉後得出的結論，以及此前舉行地方選舉的經驗。本次選舉採用名單比例代表制，識字多的選民可以投票支持任何政團或候選人，不識字的選民則只能投票支持任何政團；費斯指出，雖然也有政治領袖偏好單議席單票制，但他們同意該制度不利小黨，小黨代表不見得會贊成，而比例代表制則沒有人公開反對。為了精簡選舉流程，以及令國會有機會討論地方議題，印尼全國實際上分為15個選區（而非不分區），西伊里安由於尚未脫離荷蘭殖民統治，所以未進行選舉。每個議席的人口基數為30萬人，選委會分配議席時，首先使用黑爾數額分配190個地方議席，然後計算全國範圍內各政團的餘票，再使用黑爾數額（47席）和最大餘額法（20席）分配剩餘的議席。這種制度容許未取得地方議席的候選人重新當選，所以實際上各選區的當選名額和應選名額相差了1到5席。
韋洛坡內閣提出的選舉法案僅向年滿18歲的印尼公民賦予投票權，但修改後的法案採納了馬黨的修正案，容許未滿18歲，卻已結婚的公民投票。選民登記手續自1954年5月展開，至11月結束，最終共有43,104,464人完成選民登記。

## 競選活動

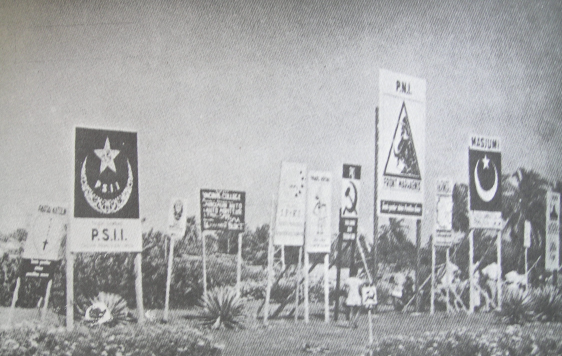
伊斯蘭聯盟黨、民族黨、印尼共、馬黨等政黨在選前對外展示的大型競選標誌和海報

費斯指出，本次選舉的競選活動可分為兩階段，首階段在1953年4月1日臨時國會通過選舉法案時展開；次階段則於1954年5月31日選舉委員會審批通過參選政團的競選標誌時展開。
提交選舉法案的韋洛坡內閣是由伊斯蘭政黨馬黨和世俗政黨民族黨組成的聯合政府，該內閣倒台後則由兩黨輪流執政。就雅加達和全國層面而言，這屆立法選舉的主要競選議題是馬黨和民族黨之間的對立——在伊斯蘭教地位的問題上，馬黨否認他們的目標是在印尼建立伊斯蘭國，民族黨反駁馬黨的指控，強調他們支持建国五项原则並不是對伊斯蘭教冷淡，另外兩個主要伊斯蘭政黨——伊聯和伊斯蘭聯盟黨則支持馬黨。經濟方面，馬黨批評阿里內閣的「特別進口許可證」制度加劇通貨膨脹，造成了經濟損失，又指出阿里治下的腐敗、奢侈現象，並以1955年8月布爾漢丁上台後平抑物價的成果爭取選民支持，民族黨則辯稱上述制度的目的是為了促進民族經濟。政治方面，馬黨批評阿里內閣故意拖延大選，又助長印度尼西亞共產黨的發展，民族黨則打出反殖牌，稱阿里內閣成功舉行萬隆會議，又積極尋求收復西伊里安。
身為第三勢力，印尼共在競選期間主張帝國主義勢力控制了印尼經濟，造成了人民貧窮、民生凋敝等經濟問題，又批評馬黨勾結伊斯蘭之家和外國經濟利益集團，馬黨則嘗試劃清印尼共和其他政黨的界線，批評印尼共聽命於蘇聯，重提印尼共發動茉莉芬事件的歷史，並指出共產黨的無神論性質。美國中央情報局前特工約瑟·史密夫（Joseph Smith）表示，中情局曾在競選期間秘密向馬黨支付100萬美元，以打擊蘇卡諾和印尼共。儘管印尼共和民族黨在勞工、保安等問題也有分歧，但兩黨都同意縮小分歧，統一口徑攻擊馬黨和印度尼西亞社會黨。
各黨採用的競選手法包括舉行競選集會、展示競選標誌、分發黨報和宣傳單張、舉行社會福利活動、進行選民教育等。競選期間，從城市到鄉村都掛滿了各黨的競選標誌（不論有沒有附上口號），這是為了招募黨員和輔助各政團的競選活動。在這方面又以印尼共最活躍，最有創意，他們除了在印尼各地展示批量生產的黨徽，還在風箏等物品和鄉村劇院等場所畫鐮刀錘頭的標誌；馬黨之後也採用了類似的手法。印尼共舉行社會活動拉攏選民的做法也比其他政黨成功，為了讓群眾從此只支持印尼共，他們除了表達政治訴求，還在地方舉行了農具分享活動，以及為農民建設灌溉渠道；其他政黨則鼓勵黨工到合作社做義工。各黨也舉行了規模不一的競選集會，但只有小型集會能讓政黨了解地方層面的政黨支持度，以及基層選民的訴求。
到了競選期最後幾個月，各主要政黨都不在舉行競選集會，而是集中在設有黨組織的鄉村進行選民教育，舉行小型集會和逐戶拜票。而在9月，各黨領袖都馬不停蹄，到全國各地拉票，同時各黨也增加黨報的發行量，並在黨報中攻擊敵對政黨。這時也有村長和宗教領袖和警衛員選擇威迫利誘選民，強迫他們改變投票意向。

## 選舉結果

### 投票程序

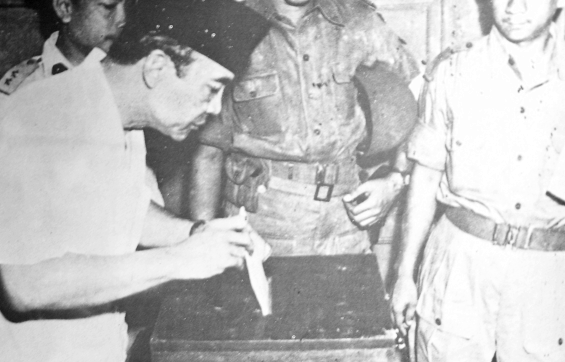
蘇卡諾總統在投票當天到票站投票

選舉日臨近之際，市面上開始出現不實謠言，例如爪哇島的投毒謠言引起了民眾的恐慌，也有店主把貨物囤積起來。投票前兩、三天，許多地區都有民眾不在晚上出門，也有店主在中午提早歇業。
選舉當天，不少選民一大清早就在票站外等候，到8點的時候，大家都已經完成投票。選舉氣氛很平靜，很多選民投票後還感到高興、有種如釋重負的感覺。本次選舉的投票率為91.54%，其中有87.65%的選民投下了有效票；如果不計算在競選期間死亡的選民（2%），棄權率則有6%。

### 投票結果

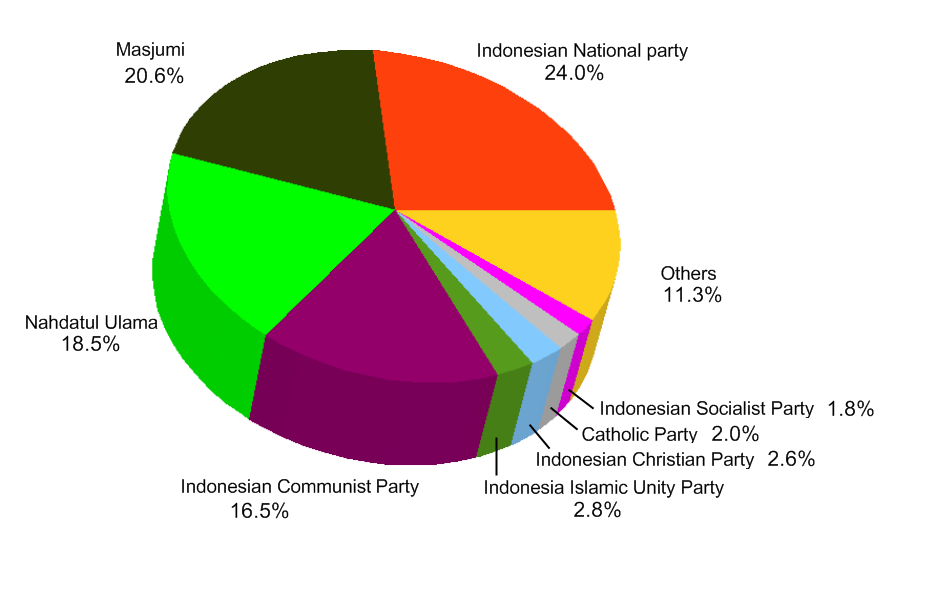
在1955年立法選舉各參選政黨的得票率。有四個政黨在選舉中合共贏得80%的選票。

民族黨在這次選舉中成為第一大黨，他們獲得了22.3%的選票，印尼共的表現也和民族黨一樣超出預期。伊聯的競選活動同樣大獲成功，議席從8席大增至45席。另一方面，馬黨未如理想的表現引人注目，也有不少評論指出社會黨、平民黨以及過去5年參加過內閣的小黨表現欠佳。就得票率而言，四大政黨（民族黨、馬黨、伊聯和印尼共）和其他政黨之間的差距很大，不過出乎意料的是，新一屆國會共有來自28個政黨的代表，比臨時國會20個為多。
在本次選舉中，各黨的票源分佈並不均衡。根據選委會的統計，爪哇島人口佔全國人口的66.2%，而民族黨85.97%的得票、伊聯85.6%的得票和印尼共88.6%的得票都來自爪哇。反而馬黨的得票中，只有51.3%來自爪哇島，由此他們也成為了外島第一大黨。
| 政党 | 政党                            | 票数       | %      | 席数 |
| ---- | ------------------------------- | ---------- | ------ | ---- |
|      | 印度尼西亞民族黨                | 8,434,653  | 22.32  | 57   |
|      | 馬斯友美黨                      | 7,903,886  | 20.92  | 57   |
|      | 伊斯蘭教士聯合會                | 6,955,141  | 18.41  | 45   |
|      | 印度尼西亞共產黨                | 6,176,914  | 16.35  | 39   |
|      | 印度尼西亞伊斯蘭聯盟黨          | 1,091,160  | 2.89   | 8    |
|      | 印度尼西亞基督教黨              | 1,003,325  | 2.66   | 8    |
|      | 天主教黨                        | 770,740    | 2.04   | 6    |
|      | 印度尼西亞社會黨                | 753,191    | 1.99   | 5    |
|      | 印度尼西亞獨立支持者聯盟        | 541,306    | 1.43   | 4    |
|      | 伊斯兰教育联合会                | 483,014    | 1.28   | 4    |
|      | 國家人民黨                      | 242,125    | 0.64   | 2    |
|      | 勞工黨                          | 224,167    | 0.59   | 2    |
|      | 潘查希拉捍衛運動                | 219,985    | 0.58   | 2    |
|      | 印度尼西亞人民黨                | 206,261    | 0.55   | 2    |
|      | 印度尼西亞共和國警務人員聯會    | 200,419    | 0.53   | 2    |
|      | 平民黨                          | 199,588    | 0.53   | 2    |
|      | 印度尼西亞國籍協商會            | 178,887    | 0.47   | 1    |
|      | 大印度尼西亚联盟党—翁索内戈罗派 | 178,481    | 0.47   | 1    |
|      | 印度尼西亞運動                  | 154,792    | 0.41   | 1    |
|      | 印度尼西亞平民主義人民聯盟      | 149,287    | 0.40   | 1    |
|      | 達雅族團結黨                    | 146,054    | 0.39   | 1    |
|      | 大印度尼西亚联盟党—哈宰林派     | 114,644    | 0.30   | 1    |
|      | 伊斯蘭塔里卡團結黨              | 85,131     | 0.23   | 1    |
|      | 伊斯蘭社群勝利部隊              | 81,454     | 0.22   | 1    |
|      | 鄉村人民聯盟                    | 77,919     | 0.21   | 1    |
|      | 獨立印度尼西亞人民黨            | 72,523     | 0.19   | 1    |
|      | 共產主義青年團黨                | 64,514     | 0.17   | 1    |
|      | 拉登·蘇佐諾·普拉維羅蘇達索      | 53,305     | 0.14   | 1    |
|      | 其他政黨、團體和獨立候選人      | 1,022,433  | 2.71   | 0    |
| 总共 | 总共                            | 37,785,299 | 100.00 | 257  |

## 後續
選舉結果對布爾漢丁內閣來說是一次沉重的打擊。各參政黨雖然取得了國會過半數議席，但優勢不明顯，而表現不俗的伊聯和伊斯蘭聯盟黨起初並不願意進入內閣，在內閣的地位也不高。這令內閣領導層陷入兩難——如果他們不向伊聯和伊斯蘭聯盟黨大幅讓步的話，他們就可能會離開內閣。不明朗的選舉結果使得政治領袖再一次就組閣問題進行磋商和談判，最終布爾漢丁內閣在1956年1月失去伊聯的支持，並在3月倒台，隨後阿里回任總理，其內閣由民族黨、馬黨和伊聯組成，後來卻因為內部分歧而無法正常運作。
新一屆國會會期4年，第一次會議在1956年3月26日召開。蘇卡諾總統在國會開幕儀式上發表演說，說比起套用西方「50%+1」的民主制度，印尼應該建立自己的民主制度，結束國會內朝野對立的局面。隨後數年間，蘇卡諾又繼續闡述他對新政治制度的構想（konsepsi），指出印尼民族主義、宗教和共產主義勢力必須合組納薩貢（Nasakom）內閣，處理國家事務。於是他在1957年3月14日宣布全國實行軍管，第二屆阿里內閣也在同時辭職。之後蘇卡諾又於1959年頒令廢除《1950年臨時憲法》和議會內閣制，恢復《1945年憲法》和總統內閣制，並解散國會和在1955年12月選出的制憲議會。這結束了印尼歷史上的印尼的自由民主時期，並正式展開所謂的指導式民主時期。印尼直到1999年才舉行下一場自由的立法機構選舉。

## 備註
1. ↑  黨魁，各選區的首名候選人包括阿里·沙斯特羅阿米佐約等9人[2]；於競選期間逝世[3]。
2. ↑  黨魁，各選區的首名候選人包括伊瓦·庫蘇馬蘇曼特里等四人[2]。
3. ↑  黨魁，首名候選人為法蘭西斯古斯·康拉杜斯·帕勞溫蘇卡[2]。
4. ↑  根據《1950年臨時憲法》第60條，國會議員須為印尼公民，年滿25歲，且未喪失選舉權。
5. ↑  納薩貢是印尼語中民族主義（Nasionalisme）、宗教（Agama）和共產主義（Komunisme）三個詞的縮略語。

## 腳註
1. 1 2  Feith 2007，第429頁.
2. 1 2 3 4  KPU 2000, Pemilu Indonesia，第20—45頁.
3. ↑  Feith 2007，第579頁.
4. ↑  Feith 2007，第273頁.
5. ↑  Feith 2007，第274-275頁.
6. ↑  Feith 2007，第276頁.
7. ↑  Feith 2007，第277頁.
8. ↑  Feith 2007，第258, 261頁.
9. 1 2 3 4  Feith 2007，第278—280頁.
10. ↑  Feith 2007，第281頁.
11. ↑  Feith 2007，第348頁.
12. ↑  Feith 2007，第424-426頁.
13. 1 2  UU Nomor 7 Tahun 1953.
14. ↑  Bawaslu, Sejarah Pengawasan.
15. ↑  Feith 1971，第5頁.
16. ↑  Feith 2007，第10頁.
17. ↑  Feith 1971，第10—12頁.
18. 1 2  Feith 1971，第12—13頁.
19. ↑  Smith 1976，第110-111頁.
20. 1 2  Feith 1971，第21—23頁.
21. 1 2  Feith 1971，第25—26頁.
22. ↑  Feith 2007，第427頁.
23. 1 2  Feith 2007，第428頁.
24. ↑  Feith 2007，第434, 436頁.
25. ↑  Ricklefs 2008，第287頁.
26. ↑  Feith 2007，第436—437頁.
27. ↑  Feith 2007，第437-438頁.
28. 1 2  Ricklefs 2008，第288-292頁.
29. ↑  梁英明 2010，第221-231頁.